# Măriuța (okręg Călărași)
Măriuța – wieś w Rumunii, w okręgu Călărași, w gminie Belciugatele. W 2011 roku liczyła 557 mieszkańców.